# Louise Sahlgreen
Louise Rudolfine Sahlgreen (født Marcher, 17. september 1818 i København, død 15. august 1891 sammesteds) var en dansk operasopran. Hun blev ansat af Det Kongelige Teater i 1836, først som medlem af koret, og fra 1842 som operasanger. Som et resultat af hendes almindelige udseende nåede hun ikke primadonna-status, men havde ikke desto mindre en kraftfuld sopranstemme, som strakte sig til alt, hvilket gjorde det muligt for hende at synge et stort repertoire. Hun havde særlig succes som solist ved teatrets passionskoncerter i Vor Frue Kirke, hvor hun sang hvert år fra 1851 til 1869.

## Familie og uddannelse
Louise Rudolfine Marcher var datter af skibsfører Christian Clemens Marcher (1773–1830) og hans hustru Christiane Magdalene Cathrine Eleonora Rose (1788–1868). Hun var søster til skuespilleren Julie Back.
Fra 1830 gik Louise Marcher på Giuseppe Sibonis musikkonservatorium. I 1840'erne fortsatte hun sine studier under den italienske dirigent Paolo Sperati.
I april 1847 giftede hun sig med sufflør Ludvig Bernhard Sahlgreen (1816–1866).

## Karriere
I 1834 optrådte Marcher ved en af konservatoriets koncerter og blev i 1836 engageret af Det Kongelige Teater som medlem af koret. I 1942 optrådte hun med succes som vikar i sidste øjeblik og tog rollen som Jemmy i Rossinis William Tell. Hun fortsatte med at tage andre drengeroller, herunder pagen i Meyerbeers Huguenotterne og Cherubino i Mozarts Figaros Bryllup. Som et resultat blev hun engageret af kompagniet som sanger, hvor hun viste sig at være mest succesrig med at påtage sig komiske "madamme"-roller i operaer som Solers Capricciosa og Weyses Et Eventyr i Rosenborg Have. Takket være sin vidtfavnende stemme var hun også i stand til at spille dramatiske roller som Elvira i Mozarts Don Juan, Anna i Webers Jægerbruden og titelrollen i Bellinis Norma.
Sahlgreen huskes også for sine koncertoptrædener. Hvert år fra 1851 til 1869 var hun solist i passionskoncerterne i Vor Frue Kirke med medlemmer af Den Kongelige Opera. Efter 1850 var hun solist i værker af komponister som Mendelssohn og Schumann ved koncerter dirigeret af Niels Gade. I 1954 spillede hun rollen som elverkongens datter, da Gades Elverskud blev uropført i Musikforeningen. Hun gav sin sidste optræden i Musikforeningen i 1869.

## Død
Louise Sahlgreen døde i København 15. august 1891 og blev begravet på Holmens Kirkegård.